# Coeficient d'activitat
En les dissolucions ideals el potencial químic μ (l'energia de Gibbs molar) és definit per l'expressió:
Amb aquesta expressió es poden calcular totes les propietats de les dissolucions ideals. En el cas de sistemes no ideals aquesta equació deixa de ser vàlida i totes les que s'han deduït a partir d'ella. Per poder seguir utilitzant en els sistemes reals aquesta equació i les que en resulten es fa una correcció introduint un factor, anomenat coeficient d'activitat i simbolitzat per γi, que multiplica la fracció molar, xi, i faci que l'equació sigui aplicable. Per tant, l'equació anterior es transforma en:
on μi* és el potencial químic del component pur i a la pressió p i temperatura T de la dissolució.
Al producte de la fracció molar, xi, pel coeficient d'activitat, μi, s'anomena activitat:
Els coeficients d'activitat poden calcular-se teòricament sense necessitat de mesures experimentals a partir de la teoria de Debye-Hückel o de les seves modificacions.
A continuació hi ha una taula amb coeficients d'activitat del clorur de sodi en dissolució aquosa. En una dissolució ideal aquests valors serien tots igual a 1. S'observa que les desviacions augmenten en incrementar la temperatura i la concentració.
| Molalitat (mol/kg) | 25 °C | 50 °C | 100 °C | 200 °C | 300 °C | 350 °C |
| ------------------ | ----- | ----- | ------ | ------ | ------ | ------ |
| 0.05               | 0.820 | 0.814 | 0.794  | 0.725  | 0.592  | 0.473  |
| 0.50               | 0.680 | 0.675 | 0.644  | 0.619  | 0.322  | 0.182  |
| 2.00               | 0.669 | 0.675 | 0.641  | 0.450  | 0.212  | 0.074  |
| 5.00               | 0.873 | 0.886 | 0.803  | 0.466  | 0.167  | 0.044  |